# Think Tanks and Civil Societies Program
O Think Tanks and Civil Societies Program (TTCSP) é um programa sem fins lucrativos da Universidade da Pensilvânia, na Filadélfia, Pensilvânia. O TTCSP foi originalmente estabelecido no Foreign Policy Research Institute em 1989. O diretor é James McGann. O programa realiza pesquisas em institutos de políticas em todo o mundo e mantém um banco de dados de mais de 8.200 laboratórios de ideias de todo o mundo.

## História do programa
O TTCSP foi estabelecido no Foreign Policy Research Institute em 1989. Tudo começou com seu foco em think tanks nos EUA. Na década de 1990, o programa tornou-se cada vez mais global como resultado da transformação política e econômica que ocorreu na Europa Central e Oriental. R. Kent Weaver da Brookings Institution e James McGann do Foreign Policy Research Institute foram convidados a ajudar a conceituar o que se tornou a Rede de Desenvolvimento Global, uma conferência patrocinada pelo Banco Mundial em Barcelona, Espanha. Isso resultou na publicação do Think Tanks and Civil Societies: Catalysts for Ideas and Action em 2000. Em 2008, o TTCSP foi transferido para o Programa de Relações Internacionais da Universidade da Pensilvânia.

## Índice GlobalGo To Think Tank
McGann e o Programa publicam o Índice Global Go To Think Tank anual. A partir de 2010, o Índice é baseado em uma pesquisa de três fases cujos participantes incluem políticos, cientistas, doadores de grupos de reflexão e grupos de reflexão. No entanto, este método de estudo e avaliação de institutos de política tem sido criticado por pesquisadores como Enrique Mendizabal e Goran Buldioski, diretor do Think Tank Fund, assistido pelo Open Society Institute.
Em 2018, este Índice listou os EUA como o país com o maior número de Think Tanks (1871), seguido pela Índia (509), China (507), Reino Unido (321), Argentina (227), Alemanha (218), Rússia (215), França (203), Japão (128), Itália (114), Brasil (103), Canadá (100), e África do Sul (93).